# 30 (album av Adele)
30 är det fjärde studioalbumet av den brittiska sångerskan Adele. Albumet släpptes den 19 november 2021 av skivbolagen Melted Stone och Columbia Recordings. Det är hennes första album sedan 25 (2015). Albumet är inspirerat av hennes skilsmässa från sin exman och utforskar teman som separation, moderskap och granskning. Hon skrev albumet mellan 2018 och 2021 med olika producenter, bland annat de svenska producenterna och kompositörerna Max Martin, Shellback, Ludwig Göransson samt Greg Kurstin, Tobias Jesso Jr, Inflo.
Den första singeln, "Easy On Me", släpptes den 15 oktober 2021 till internationell succé. Singeln nådde nummer ett i många länder, inklusive Storbritannien, Sverige, och USA. 30 marknadsfördes genom en reklamkampanj, som inkluderade en CBS-konsertspecial med titeln Adele One Night Only den 14 november 2021. 30 fick beröm av musikkritiker, som berömde dess instrumentering och starka sångprestation. Det blev det bäst recenserade albumet i hennes karriär. Det beskrevs som ett pop-, jazz- och soulalbum med fokus på romantiska men melankoliska teman som hjärtesorg, acceptans och hopp.

## Låtlista
1. "Strangers By Nature" - 3:02
2. "Easy On Me" - 3:44
3. "My Little Love" - 6:29
4. "Cry Your Heart Out" - 4:15
5. "Oh My God" - 3:45
6. "Can I Get It" - 3:30
7. "I Drink Wine" - 6:16
8. "All Night Parking" - 2:41
9. "Woman Like Me" - 5:00
10. "Hold On" - 6:06
11. "To Be Loved" - 6:43
12. "Love Is A Game" - 6:43